# Дорогонка
Дорого́нка — деревня в Одоевском районе Тульской области России.
В рамках административно-территориального устройства относится к Жемчужниковской сельской администрации Одоевского района, в рамках организации местного самоуправления включается в сельское поселение Восточно-Одоевское.

## География
Расположена на левом берегу реки Упа, в 13 км к востоку от райцентра, пгт Одоев. 
Высота над уровнем моря 202 м, ближайший населённый пункт — Слободка на другом берегу Упы, в деревне две улицы — «Старая» и «Новая» по названию старой и новой части населённого пункта..

## Население
Население — 170 чел. (2010).

## История
«Селцо Дорогонка усть речки Дорогонки» упоминается в 1566 году в духовной грамоте князя М. И. Воротынского.